# Ocellé de Brown
Pseudochazara mamurra
Espèce
Statut de conservation UICN

 NT A1cde : Quasi menacé
L’Ocellé de Brown (Pseudochazara mamurra) est une espèce de lépidoptères (papillons) de la famille des Nymphalidae, de la sous-famille des Satyrinae et du genre Pseudochazara.

## Dénomination
Pseudochazara mamurra a été nommé en 1846 par le physicien et entomologiste allemand Gottlieb August Wilhelm Herrich-Schäffer (1799-1874).
Synonymes : Satyrus mamurra Herrich-Schäffer, [1846] ;

### Sous-espèce
- Pseudochazara mamurra birgit Gross, 1978[1].
- Pseudochazara mamurra aurora Eckweiler & Rose, 1989
- Pseudochazara mamurra obscura (Staudinger, 1878)

### Noms vernaculaires
L'Ocellé de Brown se nomme Buff Asian Grayling en anglais et Osmanlı Yalancıcadısı en turc.

## Description
L'Ocellé de Brown est un papillon marron avec une large bande postdiscale ocre à orangée marquée de nervures foncées avec à l'aile antérieure deux ocelles foncés pupillés de blanc dont un à l'apex et chez le mâle deux points blancs en e3 et e4.
Le revers, plus clair, présente une bande ivoire à ocre clair plus ou moins marquée et les mêmes deux ocelles aux antérieures.

## Biologie

### Période de vol et hivernation
Il vole en juillet.
Les premiers stades sont inconnus.

## Écologie et distribution
L'Ocellé de Brown est présent uniquement dans le nord-ouest de la Grèce, en Turquie et peut-être en Iran,.

### Biotope
Il réside sur des pentes rocheuses.